# Musique biélorusse
 (février 2025).
La musique biélorusse est ancrée autant dans la musique religieuse orthodoxe du Moyen Âge que dans la musique folklorique remontant au grand-duché de Lituanie. Elle s'est intimement liée  historiquement à la musique ukrainienne  et à la musique russe lors de la période soviétique. Même depuis l'indépendance de 1991, l'influence de la langue russe reste prépondérante dans la musique actuelle malgré les encouragements du gouvernement qui a promulgué des lois en faveur de programmes en biélorusse sur les ondes nationales. L'émergence d'une musique nationale, quel que soit son style, reste encore difficile malgré un riche patrimoine folklorique s'exprimant surtout par des danses.

## Musique classique
Remontant à la musique sacrée et au chant neumatique znamenny, en vigueur jusqu'au XVIe siècle, la musique classique biélorusse ne connaît guère de développement au XVIIe siècle qui voit apparaître l'opéra Faust d'Antoni Radziwiłł. Son contemporain polonais résidant en Biélorussie, Stanislau Maniushka compose de nombreuses œuvres dont l'opéra Sialianka sur un livret de Vincent Dunin-Marcinkevich. 
Malgré l'instauration du conservatoire de Minsk au XIXe siècle, il faut néanmoins attendre le XXe siècle pour voir quelques compositeurs se démarquer. Ainsi Mikhaïl Krochner compose-t-il le ballet Rossignol, Anatoli Bogatyriov l'opéra Dans la forêt vierge poliésienne. Parmi les contemporains, on trouve Kulikovich Shchahlow qui s'exile après guerre, Yawhen Hlyebaw, compositeur de l'opéra Votre printemps (1963) et du ballet Ballade alpine (1967), Yawhen Tsikotski, avec les opéras Mikhas Padhorny (1939–1957) et Alesya (1944) et Alekseï Tourenkov, avec Les fleurs du bonheur.

## Musique folklorique
On trouve[style à revoir] trace d'une musique folklorique à partir du XVe siècle. La pratique instrumentale est proche des pays voisins (Ukraine notamment) avec une grande école de cymbalum et de chants (hétérophones) de printemps vesnianka ou koupalski ; à Noël, on entend[style à revoir] les chants de quêtes kaladki. On retrouve aussi des trios instrumentaux troïsta muzyka (violon, cymbalum et tambour) et des polyphonies vocales.

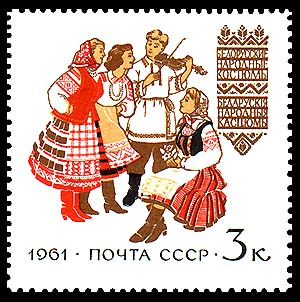
Folklore.

La musique folklorique est fortement encouragée par le gouvernement soviétique dans sa lutte culturelle contre l’Occident ; de grands ensembles sont ainsi créés. Ce n'est plus le cas aujourd'hui[Quand ?], si bien que nombre d'artistes sont obligés d'émigrer. Par ailleurs, il y a un regain d'intérêt pour ces musiques avec les ensembles Stary Olsa et Kriwi, sans oublier Troïtsa et son éminent fondateur le grand ethnomusicologue Ivan Kirchuk.

## Musique populaire
Des groupes de rock tels Verasy (en), Siabry et Pesniary trouvent le succès au sein de l'ex-URSS. Depuis l'indépendance, le rock se développe, puis le phénomène est interrompu par des mesures de censures politiques. Parmi ces groupes, on trouve[style à revoir] : N.R.M., Ulis, Little Blues Band, The Stoks, Tornado, Krama, et Neurodubel. 
Il existe une discrète scène punk rock et oi!, dont Bagna ou encore Pull Out an Eye. 
La pop a aussi des célébrités nationales avec Boris Moïsseïev et Liapis Troubetskoï.
Le hip-hop est principalement représenté par Udar Bandy[réf. nécessaire]. 
Un grand virtuose de la guitare fait aussi concerts pleins partout où il passe dans les pays baltes. Il s'agit de DiDula et de son groupe homonyme. Ses compositions sont du genre fusion, folk, new age et flamenco. Il compose la musique du film long métrage russe Chauffeur, pour lequel il obtient en 2010 le prix de la Guilde des historiens et critiques de cinéma, dans la catégorie :  meilleure musique.
Une nouvelle star bielorusse en vogue[Quand ?] sur les radios de Minsk est Angela Donava.
Biélorussie au Concours Eurovision de la chanson : le groupe Naka et sa chanteuse Anastasia Shpakovskaia rencontrent un réel succès, notamment avec une chanson se rapportant à la catastrophe de Tchernobyl, By You, au sein de l'album  Pora (2010).

## Instruments traditionnels
Les instruments à vent comprennent : accordéon et dyoka. Les instruments à corde comprennent : cymbalum, lyre, violon, et guitare. Les percussions incluent : deben.